# Vladimir Beliaev
Vladimir Mihailovici Beliaev (în rusă Владимир Михайлович Беляев) (n. 18 martie 1965, orașul Tiraspol, Transnistria, RSS Moldovenească) este un om politic din Transnistria, care îndeplinește funcția de ministru al informațiilor și telecomunicațiilor al auto-proclamatei Republici Moldovenești Nistrene (din 2002).

## Biografie
Vladimir Beliaev s-a născut la data de 18 martie 1965, în orașul Tiraspol din regiunea Transnistria (pe atunci parte a RSS Moldovenească), într-o familie de etnie rusă. A crescut în orașul natal. A absolvit cursurile Institutului de Electrotehnică și Telecomunicații din Odessa (1987) și Academia Militară de Comunicații din Sankt Petersburg (1997).
După absolvirea facultății, a lucrat ca inginer și reprezentant al directorului Direcției de Telecomunicații al Ministerul Comunicațiilor al URSS la Fabrica “Radon” (1987-1988). Începând din aprilie 1988 a activat ca specialist tehnic în cadrul forțelor armate ale Uniunii Sovietice și apoi ale Federației Ruse. În aprilie 1998 revine în Transnistria, lucrând ca șef al Departamentului de comunicații electrice al Ministerului Comunicațiilor în cadrul administrației republicii separatiste, până în decembrie 1999.
În octombrie 2000, Vladimir Beliaev este numit în funcția de prim-viceministru al informațiilor și telecomunicațiilor, apoi în ianuarie 2002 devine ministru, fiind unul dintre cei mai tineri miniștri la acel moment. A fost reconfirmat în funcția de ministru al informațiilor și telecomunicațiilor în ianuarie 2007.
Pentru meritele sale, a primit Medalia "Pentru muncă susținută" din partea președintelui auto-proclamatei Republici Moldovenești Nistrene, Igor Smirnov.
Vladimir Beliaev este căsătorit și are o fiică.